# 1920 en musique
| \| • Retour à la chronologie générale de la musique populaire • \| |
| XXIe siècle • XXe siècle • XIXe siècle • XVIIIe siècle XVIIe siècle • XVIe siècle • XVe siècle • XIVe siècle XIIIe siècle • XIIe siècle • XIe siècle • Xe siècle IXe siècle • VIIIe siècle • Haut Moyen Âge • Rome • Grèce |
| • Retour à la chronologie générale de la musique populaire • |

| • Retour à la chronologie générale de la musique populaire • |

| Années de la musique populaire : 1917 - 1918 - 1919 - 1920 - 1921 - 1922 - 1923    |
| Décennies de la musique populaire : 1890 - 1900 - 1910 - 1920 - 1930 - 1940 - 1950 |

Cet article présente les faits marquants de l'année 1920 en musique.

## Événements
- 24 janvier : Sidney Bechet en France.
- 10 août :  enregistrement de Crazy Blues par Mamie Smith, premier disque de blues.
- 20 août : WBL, à Detroit est la première station de radio à émettre aux États-Unis, sans licence[1].
- Octobre : KDKA,  à Pittsburgh, est la première station d’émission radiophonique ouverte sous licence américaine[1].
- Novembre : Lucille Hegamin enregistre Jazz Me Blues et Everybody's Blues[2].
- Mon homme - Mistinguett.
- L'Armée rouge est la plus forte, Samuel Pokrass

## Naissances
- 28 février : Hubert Giraud, parolier et compositeur français († 16 janvier 2016).
- 10 mars : Boris Vian, chanteur, trompettiste, parolier, critique de jazz et écrivain français († 23 juin 1959).
- 17 mars :
  - John La Montaine, compositeur et pianiste américain († 29 avril 2013).
  - Christian Garros : batteur de jazz français († 23 août 1988).
- 20 mars : Gilbert Carpentier, producteur de télévision français († 18 septembre 2000).
- 8 avril : Carmen McRae, chanteuse de jazz américaine († 10 novembre 1994).
- 3 mai : John Lewis, pianiste de jazz américain († 29 mars 2001).
- 23 juillet : Amália Rodrigues, chanteuse de fado, portugaise († 6 octobre 1999).
- 13 août : Ti-Blanc Richard, violoniste de musique traditionnelle et de musique country québécois († 22 février 1981).
- 17 août : George Duvivier, contrebassiste de jazz américain († 11 juillet 1985).
- 29 août : Charlie Parker, saxophoniste de jazz américain († 12 mars 1955).
- 9 octobre : Yusef Lateef, compositeur et musicien de jazz américain († 23 décembre 2013).
- 17 novembre : Mustapha Skandrani, pianiste, interprète et compositeur de musique chaâbi et arabo-andalouse algérien († 18 octobre 2005).
- 6 décembre : Dave Brubeck, compositeur et pianiste de jazz américain († 5 décembre 2012).
- 14 décembre : Clark Terry, musicien de jazz, trompettiste et joueur de bugle américain († 21 février 2015).
- 19 décembre : Little Jimmy Dickens, chanteur de musique country américain († 2 janvier 2015).
- 28 décembre : André Verchuren, accordéoniste français († 10 juillet 2013).